# The Wanted
The Wanted is een Brits-Ierse boyband uit Londen. De groep bestaat uit Max George, Siva Kaneswaran, Jay McGuiness, Tom Parker en Nathan Sykes. De debuutsingle All Time Low behaalde de eerste plaats in augustus 2011 in Verenigd Koninkrijk. Hun debuutalbum is uitgekomen op 20 oktober.

## Geschiedenis
The Wanted ontstond in 2009 door een auditie, georganiseerd door Jayne Collins, dezelfde vrouw die The Saturdays bij elkaar heeft gebracht. Al snel begonnen ze te werken met producers zoals Guy Chambers, Taio Cruz en Steve Mac. Hun eerste single All Time Low werd geproduceerd door Mac en co-schrijver Ed Drewett en kwam uit in de zomer van 2010. De eerste week na verschijning stond hij op nummer één in de UK Singles Chart en hij stond ook 11 weken in de UK-top 40. Hun tweede single, Heart Vacancy, geschreven door Jonas Jeberg, Mich Hansen, Wayne Hector en Lucas Secon, kwam op 17 oktober uit.
De band heeft ook een contract getekend bij het Amerikaanse label Def Jam.
De band trad op in The X Factor met hun derde single Lose My Mind.
In 2014 kondigden de bandleden aan verder te gaan als soloartiest. De band hield daarmee op te bestaan.

## Bandleden
The Wanted bestaat uit 5 leden, Max George, Siva Kaneswaran, Jay McGuiness, Nathan Sykes en Tom Parker.

### Max George
Maximillian Alberto "Max" George geboren op 6 september 1988. Hij is opgegroeid met zijn familie in Manchester. Voordat hij met muziek begon voetbalde hij bij Preston North End. Hij was ook lid van de Britse boyband Avenue, die band bestaat uit Jonathan Lloyd, Scott Clarke, Ross Candy, Jamie Tinkler en George die later kwam. Ze deden mee met The X Factor (Groot-Brittannië) in 2006. Ze bleven tot in het bootcamp van Louis Walsh. Maar ze werden gediskwalificeerd omdat ze al eerder muziek maakten. George zei in het filmpje in Walsh z'n kantoor dat de diskwalificatie niet de fout was van X Factor.
Met Andrew (Andy) Brown die de invaller is van Jamie Tinkler hebben ze succes gehad. Hun eerste single Last Goodbye heeft nummer 50 gehaald in de UK Singles Chart. George kwam op de cover van het Britse homoseksuelentijdschrift AXM voor de strijd tegen kanker.

### Siva Kaneswaran
Siva Kaneswaran is geboren op 16 november 1988 en groeide op in Ierland met zijn Sri Lankaanse vader, Ierse moeder, tweelingbroer en 6 andere broers en zussen.
Kaneswaran startte met modellenwerk op 16-jarige leeftijd.
Kaneswaran speelde in Rock Rivals, een televisieserie van acht afleveringen tussen 5 maart en 23 april 2008. Zijn tweelingbroer, Kumar, speelde ook mee.
Kaneswaran speelde de rol van Carson Coombs en zijn broer van Caleb Coombs. De broers verschenen ook even in een aflevering van Uncle Max. De aflevering "Uncle Max Plays Tennis" kwam op 11 juli 2008 op tv.

### Jay McGuiness
James Noah Carlos McGuiness is geboren op 24 juli 1990 en opgegroeid in Nottingham. Toen McGuiness zestien was, ging hij naar de Midlands Academy of Dance and Drama, waar hij zijn grote passie tapdansen kon uitleven. Hij werd vroeger als "eekhoorn" uitgescholden. Nadat Jay dat groepje had geslagen werd hij van school getrapt.

### Tom Parker
Thomas (Tom) Anthony Parker geboren op 4 augustus 1988, opgegroeid in Bolton. Hij deed auditie voor The X Factor, maar hier kwam hij niet door de voorrondes heen. Hij heeft al op vroege leeftijd gitaar leren spelen. Tom Parker overleed in maart 2022 aan de gevolgen van een hersentumor.

### Nathan Sykes
Nathan James Sykes geboren op 18 april 1993 is de jongste van de band en is opgegroeid in Gloucester met zijn familie.
Hij startte met zingen en optreden op zesjarige leeftijd.
Sykes ging naar Barnwood C of E Primary School, daarna ontving hij een beurs voor de studie aan Sylvia Young Theatre School in Londen, voordat hij terugging naar Ribston Hall High School, al die tijd bleef hij optreden als kind zanger en won verschillende wedstrijden waaronder "Britney Spears's Karaoke Kriminals" in 2003, The Cheltenham Competitve Festival of Dramatic Art ook in 2003.
Hij verscheen op ITV ministerie van Mayhem in 2004 en won de Door Youth Projects "Undiscovered Youth Talent Contest" gehouden in Stroud, Gloucestershire.
Sykes heeft geprobeerd om het Verenigd Koninkrijk te vertegenwoordigen op het Junior Eurovisiesongfestival 2004 in Lillehammer, Noorwegen. Hij zong "Born To Dance" en werd 3e.

## Discografie

### Albums
| Album met eventuele hitnotering(en) in de Nederlandse Album Top 100 | Datum van verschijnen | Datum van binnenkomst | Hoogste positie | Aantal weken | Opmerkingen |
| ------------------------------------------------------------------- | --------------------- | --------------------- | --------------- | ------------ | ----------- |
| Word of mouth                                                       | 2013                  | 09-11-2013            | 70              | 1            |             |

| Album met hitnotering(en) in de Vlaamse Ultratop 200 albums | Datum van verschijnen | Datum van binnenkomst | Hoogste positie | Aantal weken | Opmerkingen |
| ----------------------------------------------------------- | --------------------- | --------------------- | --------------- | ------------ | ----------- |
| Word of mouth                                               | 2013                  | 16-11-2013            | 86              | 1            |             |

### Singles
| Single met eventuele hitnotering(en) in de Nederlandse Top 40 | Datum van verschijnen | Datum van binnenkomst | Hoogste positie | Aantal weken | Opmerkingen                               |
| ------------------------------------------------------------- | --------------------- | --------------------- | --------------- | ------------ | ----------------------------------------- |
| Glad you came                                                 | 04-07-2011            | 17-09-2011            | 12              | 14           | Nr. 31 in de Single Top 100 / Alarmschijf |
| Lightning                                                     | 21-11-2011            | 10-12-2011            | tip9            | -            |                                           |
| Walks like Rihanna                                            | 13-05-2013            | 13-07-2013            | 16              | 8            | Nr. 35 in de Single Top 100 / Alarmschijf |
| Show me love (America)                                        | 25-10-2013            | 23-11-2013            | tip13           | -            |                                           |

| Single met hitnotering(en) in de Vlaamse Ultratop 50 | Datum van verschijnen | Datum van binnenkomst | Hoogste positie | Aantal weken | Opmerkingen |
| ---------------------------------------------------- | --------------------- | --------------------- | --------------- | ------------ | ----------- |
| Glad you came                                        | 2011                  | 30-07-2011            | tip12           | -            |             |
| Lightning                                            | 2011                  | 10-12-2011            | tip24           | -            |             |
| Chasing the sun                                      | 2012                  | 19-05-2012            | tip7            | -            |             |
| I found you                                          | 2012                  | 10-11-2012            | tip60           | -            |             |
| Walks like Rihanna                                   | 2013                  | 03-06-2013            | tip2            | -            |             |
| We own the night                                     | 2013                  | 17-08-2013            | tip8            | -            |             |
| Glow in the dark                                     | 2014                  | 29-03-2014            | tip92*          |              |             |